# Международный коммунизм
Международный коммунизм (англ. international communism), также известный как мировой (всемирный) коммунизм (англ. world communism) или глобальный коммунизм (англ. global communism), является формой коммунизма, делающей акцент на международном масштабе, а не на отдельных коммунистических государствах. Долгосрочная цель мирового коммунизма — неограниченное всемирное коммунистическое общество, которое является бесклассовым, безденежным, безгосударственным и ненасильственным, что может быть достигнуто посредством промежуточной цели либо путём добровольного объединения суверенных государств в глобальный альянс, либо через создание мирового правительства в качестве единого всемирного государства.
Ряд интернационалов предложили мировой коммунизм в качестве основной цели, включая Первый, Второй, Коммунистический (Третий или Коминтерн), и Четвёртый интернационалы, а также многочисленные отколы от последнего, Революционное интернационалистическое движение, Маоистское интернационалистическое движение, Мировое социалистическое движение и различные ответвления. Методы и политические теории каждого Интернационала оставались различными в их стремлении к глобальному коммунистическому обществу.
В сталинскую эпоху новая теория социализма в отдельно взятой стране бросила вызов общепринятой практике марксизма того времени и стала частью идеологии Коммунистической партии Советского Союза. Оправдывая нововведение, Иосиф Сталин и его сторонники пришли к выводу, что наивно было думать, что мировая революция неизбежна в 1920-х—1930-х годах после того, как пролетарские революции в ряде европейских стран, в частности, в Германии и Венгрии, провалились, а окончание Первой мировой войны привело к стабилизации капиталистической системы. Это вызвало большое разочарование среди многих социалистов во всём мире, которые согласились с анализом Карла Маркса и Владимира Ленина о том, что международный масштаб был жизненно важен для успеха коммунизма, но не мог в то время объяснить фашистский уклон в мировых делах. Рост популярности национал-коммунизма, особенно после Второй мировой войны, сломали довоенную гегемонистскую популярность международного коммунизма ввиду стоящих наций в сталинистской форме.
Конец Холодной войны, сопровождавшийся антикоммунистическими революциями 1989 года и распадом Советского Союза, часто называют падением коммунизма по сталинскому образцу. Тем не менее, международные коммунистические тенденции сохраняются среди маоистов, троцкистов, левых коммунистов и некоторых современных российских коммунистов среди прочих, стремящихся к дальнейшему уточнению и пересмотру теории диалектического материализма.